# 데이비드 배런
데이비드 배런(영어: David Barron, 1976년 4월 1일 ~ )는 영국의 영화 제작자로, 영화 《해리 포터》 시리즈를 비롯 《잭 라이언: 코드네임 쉐도우》(2014), 《신데렐라》(2015), 《레전드 오브 타잔》(2016) 등을 제작했다.